# Ministero dell'istruzione (Israele)
Il Ministero dell'istruzione (in ebraico: מִשְׂרָד הַחִנּוּךְ, trad. Misrad HaHinukh; in arabo: وزارة التربية والتعليم) è il dicastero del governo israeliano incaricato di sovrintendere agli istituti di istruzione pubblica in Israele. Il dipartimento è diretto dal ministro della pubblica istruzione, che è un membro del gabinetto. Il ministero ha precedentemente incluso la cultura e lo sport, sebbene questo sia ora coperto dal Ministero della cultura e dello sport.

## Storia
Nel primo decennio dello stato, il sistema educativo ha dovuto affrontare il compito di creare una rete di asili e scuole per una popolazione studentesca in rapida crescita. Nel 1949 c'erano 80.000 studenti delle scuole elementari. Nel 1950 erano 120.000, un aumento del 50 percento nell'arco di un anno. Israele ha anche assunto la responsabilità dell'istruzione degli scolari arabi. Il primo ministro dell'istruzione fu Zalman Shazar, in seguito presidente dello Stato di Israele. Dal 2002, il Ministero dell'istruzione ha assegnato un "Premio nazionale per l'istruzione" a cinque località di prim'ordine nel riconoscere l'eccellenza nell'investimento di risorse sostanziali nel sistema educativo. Nel 2012 il primo posto è stato assegnato al Consiglio regionale di Shomron, seguito da Or Yehuda, Tiberiade, Eilat e Beersheba. Il premio è stato assegnato a una varietà di istituzioni educative tra cui asili nido e scuole elementari.

## Ministri dell'istruzione
| Nr.     | Ministro                 | Ministro   | Ministro                           | Mandato                          | Mandato           | Partito                     | Primo ministro                                          | Governo        |
| ------- | ------------------------ | ---------- | ---------------------------------- | -------------------------------- | ----------------- | --------------------------- | ------------------------------------------------------- | -------------- |
| 1       |                          |            | Zalman Shazar (1889–1974)          | 10 marzo 1949                    | 1º novembre 1950  | Mapai                       | David Ben Gurion (1948–54)                              | Ben Gurion I   |
| 2       |                          |            | David Remez (1886–1951)            | 1º novembre 1950                 | 19 maggio 1951    | Mapai                       | David Ben Gurion (1948–54)                              | Ben Gurion II  |
| 3       |                          |            | David Ben Gurion (1886–1973)       | 19 maggio 1951                   | 8 ottobre 1951    | Mapai                       | David Ben Gurion (1948–54)                              | Ben Gurion II  |
| 4       |                          |            | Ben-Zion Dinur (1884–1973)         | 8 ottobre 1951                   | 3 novembre 1955   | Mapai                       | David Ben Gurion (1948–54)                              | Ben Gurion III |
| 4       | Ben Gurion IV            |            | Ben-Zion Dinur (1884–1973)         | 8 ottobre 1951                   | 3 novembre 1955   | Mapai                       | David Ben Gurion (1948–54)                              |                |
| 4       | Moshe Sharett (1954–55)  | Sharett I  | Ben-Zion Dinur (1884–1973)         | 8 ottobre 1951                   | 3 novembre 1955   | Mapai                       |                                                         |                |
| 4       | Moshe Sharett (1954–55)  | Sharett II | Ben-Zion Dinur (1884–1973)         | 8 ottobre 1951                   | 3 novembre 1955   | Mapai                       |                                                         |                |
| 5       |                          |            | Zalman Aran (1899–1970)            | 3 novembre 1955                  | 10 maggio 1960    | Mapai                       | David Ben Gurion (1955–63)                              | Ben Gurion V   |
| 5       | Ben Gurion VI            |            | Zalman Aran (1899–1970)            | 3 novembre 1955                  | 10 maggio 1960    | Mapai                       | David Ben Gurion (1955–63)                              |                |
| 5       | Ben Gurion VII           |            | Zalman Aran (1899–1970)            | 3 novembre 1955                  | 10 maggio 1960    | Mapai                       | David Ben Gurion (1955–63)                              |                |
| vacante |                          |            |                                    |                                  |                   |                             | David Ben Gurion (1955–63)                              |                |
| 6       |                          |            | Abba Eban (1915–2002)              | 1º agosto 1960                   | 26 giugno 1963    | Mapai                       | David Ben Gurion (1955–63)                              |                |
| 6       | Ben Gurion VIII          |            | Abba Eban (1915–2002)              | 1º agosto 1960                   | 26 giugno 1963    | Mapai                       | David Ben Gurion (1955–63)                              |                |
| (5)     |                          |            | Zalman Aran זַלְמָן אֲרָן (1899–1970)   | 26 giugno 1963                   | 15 dicembre 1969  | Mapai                       | Levi Eshkol (1963–69)                                   | Eshkol I       |
| (5)     | Eshkol II                |            | Zalman Aran זַלְמָן אֲרָן (1899–1970)   | 26 giugno 1963                   | 15 dicembre 1969  | Mapai                       | Levi Eshkol (1963–69)                                   |                |
| (5)     | Eshkol III               |            | Zalman Aran זַלְמָן אֲרָן (1899–1970)   | 26 giugno 1963                   | 15 dicembre 1969  | Mapai                       | Levi Eshkol (1963–69)                                   |                |
| (5)     | Yigal Allon (1969)       |            | Zalman Aran זַלְמָן אֲרָן (1899–1970)   | 26 giugno 1963                   | 15 dicembre 1969  | Mapai                       |                                                         |                |
| (5)     | Golda Meir (1969–74)     | Meir I     | Zalman Aran זַלְמָן אֲרָן (1899–1970)   | 26 giugno 1963                   | 15 dicembre 1969  | Mapai                       |                                                         |                |
| 7       | Golda Meir (1969–74)     |            |                                    | Rav Aluf Yigal Allon (1918–1980) | 15 dicembre 1969  | 3 giugno 1974               | Partito Laburista                                       | Meir II        |
| 7       | Golda Meir (1969–74)     | Meir III   |                                    | Rav Aluf Yigal Allon (1918–1980) | 15 dicembre 1969  | 3 giugno 1974               | Partito Laburista                                       |                |
| 8       |                          |            | Aaron Yadlin (1926)                | 3 giugno 1974                    | 21 giugno 1977    | Partito Laburista           | Yitzhak Rabin (1974–77)                                 | Rabin I        |
| 8       | Shimon Peres (1977)      |            | Aaron Yadlin (1926)                | 3 giugno 1974                    | 21 giugno 1977    | Partito Laburista           |                                                         | Rabin I        |
| 9       |                          |            | Zevulun Hammer (1936–1998)         | 21 giugno 1977                   | 13 settembre 1984 | Partito Nazionale Religioso | Menachem Begin (1977–83)                                | Begin I        |
| 9       | Begin II                 |            | Zevulun Hammer (1936–1998)         | 21 giugno 1977                   | 13 settembre 1984 | Partito Nazionale Religioso | Menachem Begin (1977–83)                                |                |
| 9       | Yitzhak Shamir (1983–84) | Shamnir I  | Zevulun Hammer (1936–1998)         | 21 giugno 1977                   | 13 settembre 1984 | Partito Nazionale Religioso |                                                         |                |
| 10      |                          |            | Yitzhak Navon (1921–2015)          | 13 settembre 1984                | 15 marzo 1990     | Partito Laburista           | Shimon Peres (1984–86)                                  | Peres I        |
| 10      | Yitzhak Shamir (1986–92) | Shamir II  | Yitzhak Navon (1921–2015)          | 13 settembre 1984                | 15 marzo 1990     | Partito Laburista           |                                                         |                |
| 10      | Yitzhak Shamir (1986–92) | Shamir III | Yitzhak Navon (1921–2015)          | 13 settembre 1984                | 15 marzo 1990     | Partito Laburista           |                                                         |                |
| vacante | Yitzhak Shamir (1986–92) |            |                                    |                                  |                   |                             |                                                         |                |
| (9)     | Yitzhak Shamir (1986–92) |            |                                    | Zevulun Hammer (1936–1998)       | 11 giugno 1990    | 13 luglio 1992              | Partito Nazionale Religioso                             | Shamir IV      |
| 11      |                          |            | Sjoelamit Aloni (1928–2014)        | 13 luglio 1992                   | 11 maggio 1993    | Meretz                      | Yitzhak Rabin (1992–95)                                 | Rabin II       |
| 12      |                          |            | Rav Aluf Yitzhak Rabin (1922–1995) | 11 maggio 1993                   | 7 giugno 1993     | Partito Laburista           | Yitzhak Rabin (1992–95)                                 | Rabin II       |
| 13      |                          |            | Amnon Rubinstein (1931)            | 7 giugno 1993                    | 18 giugno 1996    | Meretz                      | Yitzhak Rabin (1992–95)                                 | Rabin II       |
| 13      | Shimon Peres (1995–96)   |            | Amnon Rubinstein (1931)            | 7 giugno 1993                    | 18 giugno 1996    | Meretz                      |                                                         | Rabin II       |
| 13      | Peres II                 |            | Amnon Rubinstein (1931)            | 7 giugno 1993                    | 18 giugno 1996    | Meretz                      |                                                         |                |
| (9)     |                          |            | Zevulun Hammer (1936–1998)         | 18 giugno 1996                   | 20 gennaio 1998   | Partito Nazionale Religioso | Benjamin Netanyahu (1996–99)                            | Netanyahu I    |
| vacante |                          |            |                                    |                                  |                   |                             | Benjamin Netanyahu (1996–99)                            | Netanyahu I    |
| 14      |                          |            | Yitzhak Levy (1947)                | 25 febbraio 1998                 | 6 luglio 1999     | Partito Nazionale Religioso | Benjamin Netanyahu (1996–99)                            | Netanyahu I    |
| 15      |                          |            | Yossi Sarid (1940–2015)            | 6 luglio 1999                    | 24 giugno 2000    | Meretz                      | Ehud Barak (1999–01)                                    | Barak          |
| vacante |                          |            |                                    |                                  |                   |                             | Ehud Barak (1999–01)                                    | Barak          |
| 16      |                          |            | Rav Aluf Ehud Barak (1942)         | 24 settembre 2000                | 7 marzo 2001      | Partito Laburista           | Ehud Barak (1999–01)                                    | Barak          |
| 17      |                          |            | Limor Livnat (1950)                | 7 marzo 2001                     | 14 gennaio 2006   | Likud                       | Ariel Sharon (2001–06)                                  | Sharon I       |
| 17      | Sharon II                |            | Limor Livnat (1950)                | 7 marzo 2001                     | 14 gennaio 2006   | Likud                       | Ariel Sharon (2001–06)                                  |                |
| 18      |                          |            | Meir Sheetrit (1948)               | 14 gennaio 2006                  | 4 maggio 2006     | Kadima                      |                                                         |                |
| 18      | Ehud Olmert (2006–09)    |            | Meir Sheetrit (1948)               | 14 gennaio 2006                  | 4 maggio 2006     | Kadima                      |                                                         |                |
| 19      |                          |            | Yuli Tamir (1954)                  | 4 maggio 2006                    | 31 marzo 2009     | Partito Laburista           | Olmert                                                  |                |
| 20      |                          |            | Gideon Sa'ar (1966)                | 31 marzo 2009                    | 18 marzo 2013     | Likud                       | Benjamin Netanyahu (2009–21)                            | Netanyahu II   |
| 21      |                          |            | Shai Piron (1965)                  | 18 marzo 2013                    | 4 dicembre 2014   | Yesh Atid                   | Benjamin Netanyahu (2009–21)                            | Netanyahu III  |
| [ 6 ]   |                          |            | Benjamin Netanyahu (1949)          | 4 dicembre 2014                  | 14 maggio 2015    | Likud                       | Benjamin Netanyahu (2009–21)                            | Netanyahu III  |
| 22      |                          |            | Naftali Bennett (1972)             | 14 maggio 2015                   | 1º giugno 2019    | La Casa Ebraica (2015–18)   | Benjamin Netanyahu (2009–21)                            | Netanyahu IV   |
| 22      | Nuova Destra (2018–19)   |            | Naftali Bennett (1972)             | 14 maggio 2015                   | 1º giugno 2019    |                             | Benjamin Netanyahu (2009–21)                            | Netanyahu IV   |
| [ 6 ]   |                          |            | Benjamin Netanyahu (1949)          | 1º giugno 2019                   | 17 giugno 2019    | Likud                       | Benjamin Netanyahu (2009–21)                            | Netanyahu IV   |
| 23      |                          |            | Rafi Peretz (1956)                 | 17 giugno 2019                   | 17 maggio 2020    | La Casa Ebraica             | Benjamin Netanyahu (2009–21)                            | Netanyahu IV   |
| 24      |                          |            | Aluf Yoav Galant (1958)            | 17 maggio 2020                   | 13 giugno 2021    | Likud                       | Benjamin Netanyahu (2009–21)                            | Netanyahu V    |
| 25      |                          |            | Ifat Shasha-Biton (1973)           | 13 giugno 2021                   | in carica         | Nuova Speranza              | Naftali Bennett (2021–2022) Yair Lapid (2022–in carica) | Bennett-Lapid  |